# Montefibre
La Montefibre S.p.A., abbreviazione di Montedison Fibre, è stata per anni una delle maggiori aziende italiane.

## Storia

### Origini
L'azienda nacque nel 1972 nell'ambito della razionalizzazione delle aziende della Montedison, che riunì tutte le attività del gruppo in tema di tecnofibre
. La fusione che ne seguì incorporò diverse aziende:
- Châtillon, società da anni quotata in borsa e controllata da Edison (poi Montedison). Le principali attività produttive erano localizzate a Châtillon, Ivrea, Vercelli, Porto Marghera (ex Acsa).
- Rhodiatoce, società a partecipazione paritaria della Montecatini (poi Montedison) e della Rhône-Poulenc. Le principali attività produttive erano localizzate a Pallanza e Casoria.
- Polymer, società già controllata Montecatini (poi Montedison). Le principali attività produttive erano localizzate a Terni.

I settori produttivi della nuova società erano quindi così strutturati:
- fibre all'acetato: stabilimenti di Châtillon e Vercelli
- fibre alla viscosa: stabilimenti di Châtillon e Vercelli
- fibre poliacriliche: stabilimento di Porto Marghera
- fibre poliammidiche:
  - nylon 6,6: stabilimento di Pallanza
  - nylon 6: stabilimento di Ivrea
- fibre poliesteri: stabilimento di Casoria, trasferito ad Acerra
- fibre polipropileniche: stabilimento di Terni
- fibre poliviniliche: stabilimento di Porto Marghera

Il settore delle fibre polipropileniche vide nel 1973 lo scorporo della produzione del film plastico polipropilenico, che venne razionalizzata nella nuova società denominata Moplefan. Nella trasformazione tessile erano attive unità a Rho e a Busto Arsizio; nella confezione vi erano le controllate Abital e La Castellana. Nella distribuzione la Drop; all'estero le unità di Miranda de Ebro, Remiremont e a Malta.

### La crisi degli anni '70
Nella metà degli anni settanta la crisi globale del settore chimico colpì pesantemente il mercato italiano. La Montedison decise perciò, nel 1975, di scorporare dalla Montefibre le attività del settore delle plastiche poliammidiche (settore Nailonplast) e dell'acetato di cellulosa, che vennero conferite ad una nuova società chiamata Taban, le cui unità produttive erano inserite negli stabilimenti di Pallanza e di Vercelli; venne inoltre conferita alla Taban l'intera attività immobiliare di questi due siti produttivi. Nel 1977 lo scorporo toccò nuovamente il settore delle fibre polipropileniche: la produzione del fiocco polipropilenico per la realizzazione di maglieria intima venne razionalizzata nella nuova società denominata Merak. Sempre nello stesso anno venne fermata la produzione di fibre poliviniliche per scarsa competitività sul mercato.
I sindacati dei lavoratori avanzarono pesanti critiche su come la capo-gruppo Montedison aveva gestito la crisi 

### La riorganizzazione produttiva degli anni '80
La crisi però peggiorò; alla fine del 1981 la Montefibre decise di ristrutturarsi divenendo una sorta di holding e creando una serie di società "figlie" monoprodotto che facevano capo alle precedenti divisioni operative:
- Società italiana nailon, con un capitale di 15 miliardi di lire e 2.400 dipendenti, gestiva la produzione delle fibre poliammidiche tessili (nylon 6,6[5] e nylon 6) negli stabilimenti di Pallanza e Ivrea.
- Società italiana poliestere, con un capitale di 50 miliardi di lire e 1.200 dipendenti, gestiva la produzione delle fibre poliesteri nello stabilimento di Acerra, attivo dal 1983.
- Società italiana prodotti acrilici (SIPA), con un capitale di 25 miliardi di lire e 1.400 dipendenti, gestiva la produzione delle fibre poliacriliche nello stabilimento di Porto Marghera.
- Châtillon,[6] con un capitale di 2 miliardi di lire e 1 200 dipendenti, gestiva la produzione delle fibre all'acetato e delle fibre alla viscosa negli stabilimenti di Châtillon e Vercelli.

Rimanevano inoltre nell'ambito della Montefibre, sempre a fine 1981, aziende quali Merak, Neofil, Sicrem, Fisac, Linoleum Due Palme, Pettinatura di Ivrea, Industria Tessile di Vercelli e altre consociate estere.

### Il disinteresse per il settore delle poliammidi
Il successivo disimpegno della società (1983-1985), che cedette la sua esclusiva nel settore delle fibre poliammidiche tessili, delle fibre all'acetato e delle fibre alla viscosa, portò alla liquidazione della Società italiana nailon e della Châtillon. Questa decisione compromise anche la competitività delle produzioni della Taban tanto che, nello stesso anno, venne deciso il blocco delle linee produttive e la conseguente liquidazione della società (1984).
La Montefibre ricevette quindi, come contropartita, una quota maggiore nella produzione delle fibre acriliche e delle fibre poliestere, che portò al potenziamento degli impianti di Porto Marghera (acrilico) e Acerra (poliestere), che aveva sostituito il più vecchio impianto di Casoria. Nacque quindi un nuovo piano di razionalizzazione che coinvolse anche l'altro grande gruppo italiano del settore, la Snia Viscosa.

### Il confluimento in Enimont
Nel 1988, la Montedison conferì le attività della controllata Montefibre alla neonata società Enimont, joint-venture tra Eni e Montedison. In seguito allo scandalo e al fallimento di quest'ultima nel 1991, le attività passarono interamente sotto il controllo dell'EniChem, che conferì poi le attività alla controllata EniChem Fibre.

### L'ultima Montefibre
Nel 1996 l'EniChem cedette la società alla Orlandi S.p.A. L'azienda ritornò al nome di Montefibre S.p.A., che aveva durante l'era Montedison. Montefibre all'epoca possedeva in Italia tre stabilimenti più la sede a Milano; gli stabilimenti erano siti ad Ottana (ceduto dall'EniChem Fibre), Porto Marghera, che produceva acrilico, ed Acerra, che produceva poliestere. All'estero invece aveva stabilimenti a Miranda de Ebro (acrilico), e una centrale elettrica attigua, Genfibre S.A., di cui possedeva il 50% del capitale.
Durante gli anni duemila la Montefibre trasformò e differenziò le sue attività. Lo stabilimento di Ottana fu chiuso nel 2003, mentre ad Acerra nacque prima una centrale elettrica di cui la Montefibre era partecipante e, con il perdurare dell'incertezza nel mercato del poliestere, nel 2005 la società si accordò con la spagnola La Seda de Barcelona in base al quale i rispettivi impianti produttivi delle fibre poliestere, situati ad Acerra e a El Prat de Llobregat, furono conferiti nella Fibras European de Poliester S.L. di cui Montefibre possedeva il 40%, e La Seda de Barcelona il restante 60%.
Nel biennio 2006-2008 Montefibre cercò di diversificarsi, entrando al 50% nel capitale della cinese Jilin Jimont Fiber Co. Ltd. per poi cederne il 10,6% alla SIMEST, società pubblica, con l'impegno di riacquistare questa quota. Il nuovo piano industriale prevedeva che a Porto Marghera Montefibre iniziasse a sperimentare una nuova produzione di fibra, chiamata "precursore al carbonio", la base per la fibra di carbonio. Tuttavia, nel 2008 Montefibre rinunciò al piano di industrializzazione del "precursore al carbonio", il terreno ove sorgeva lo stabilimento venne ceduto alla Autorità Portuale di Venezia (APV), e l'impianto di Porto Marghera interruppe la produzione il 22 dicembre 2008.
La produzione si fermò nel 2013 anche nello stabilimento spagnolo di Miranda de Ebro.
Nel 2018 ne è stato decretato il fallimento.